# بندر السلامة
بندر السلامة المطيري (مواليد 28 أكتوبر 2002) هو لاعب كرة قدم كويتي محترف يلعب في مركز مهاجم خط الوسط لنادي العربي.

## روابط خارجية
- بندر السلامة  على سكروي